# PU Большой Медведицы
PU Большой Медведицы (лат. PU Ursae Majoris) — карликовая новая, двойная катаклизмическая переменная звезда типа U Близнецов (UG), затменная переменная звезда типа Алголя (EA) в созвездии Большой Медведицы на расстоянии (вычисленном из значения параллакса) приблизительно 1783 световых лет (около 547 парсеков) от Солнца. Видимая звёздная величина звезды — от +21,2m до +16,2m.

## Характеристики
Первый компонент — аккрецирующий белый карлик спектрального класса pec(UG).